# Гемські гори (Місяць)

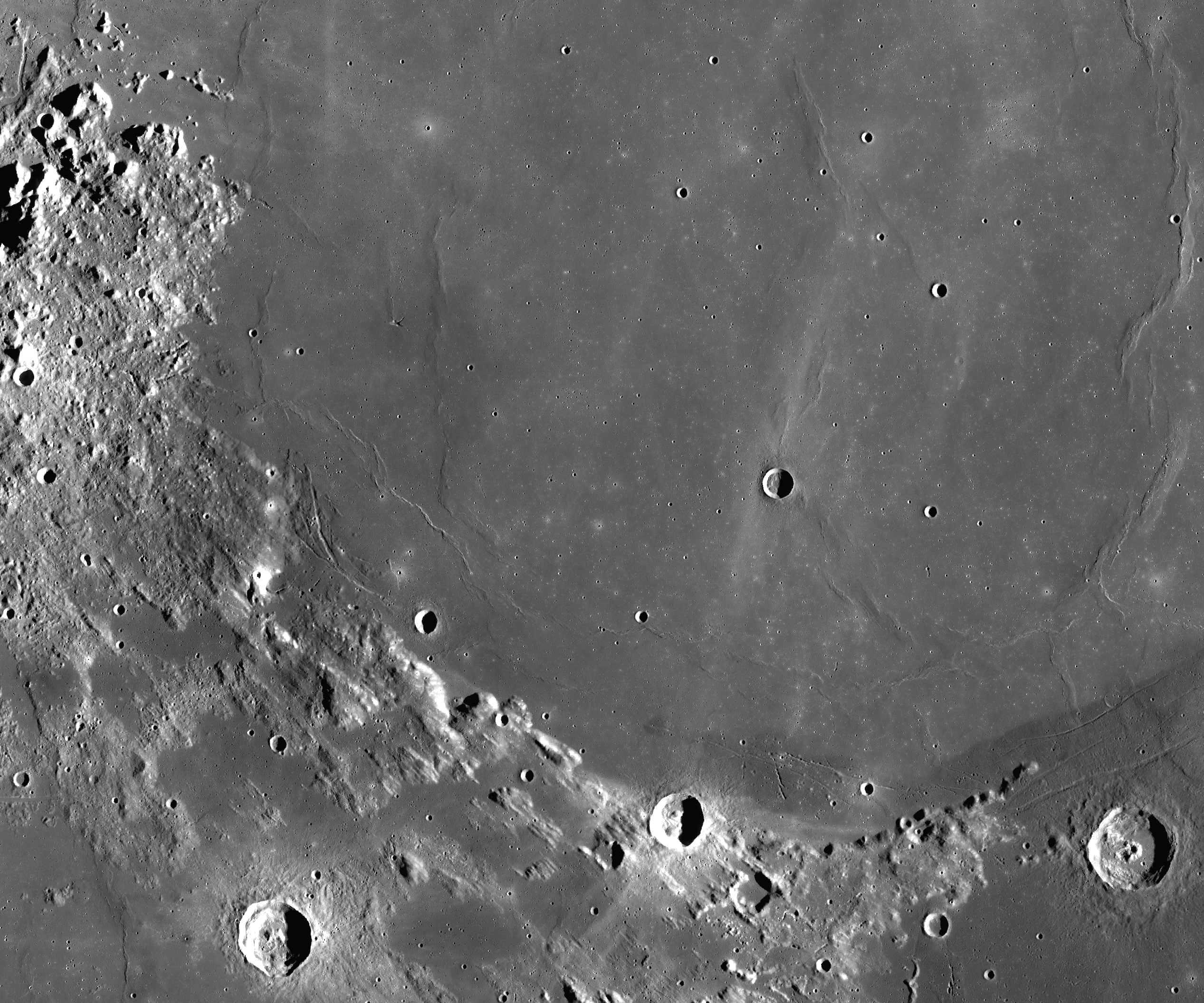
Гемські гори. Праворуч угорі — Море Ясності, ліворуч угорі — кінець Апеннін, праворуч унизу — мис Архерузія. Три найбільші кратери знизу — Манілій, Менелай та Пліній; трохи правіше центру знімка — Бессель

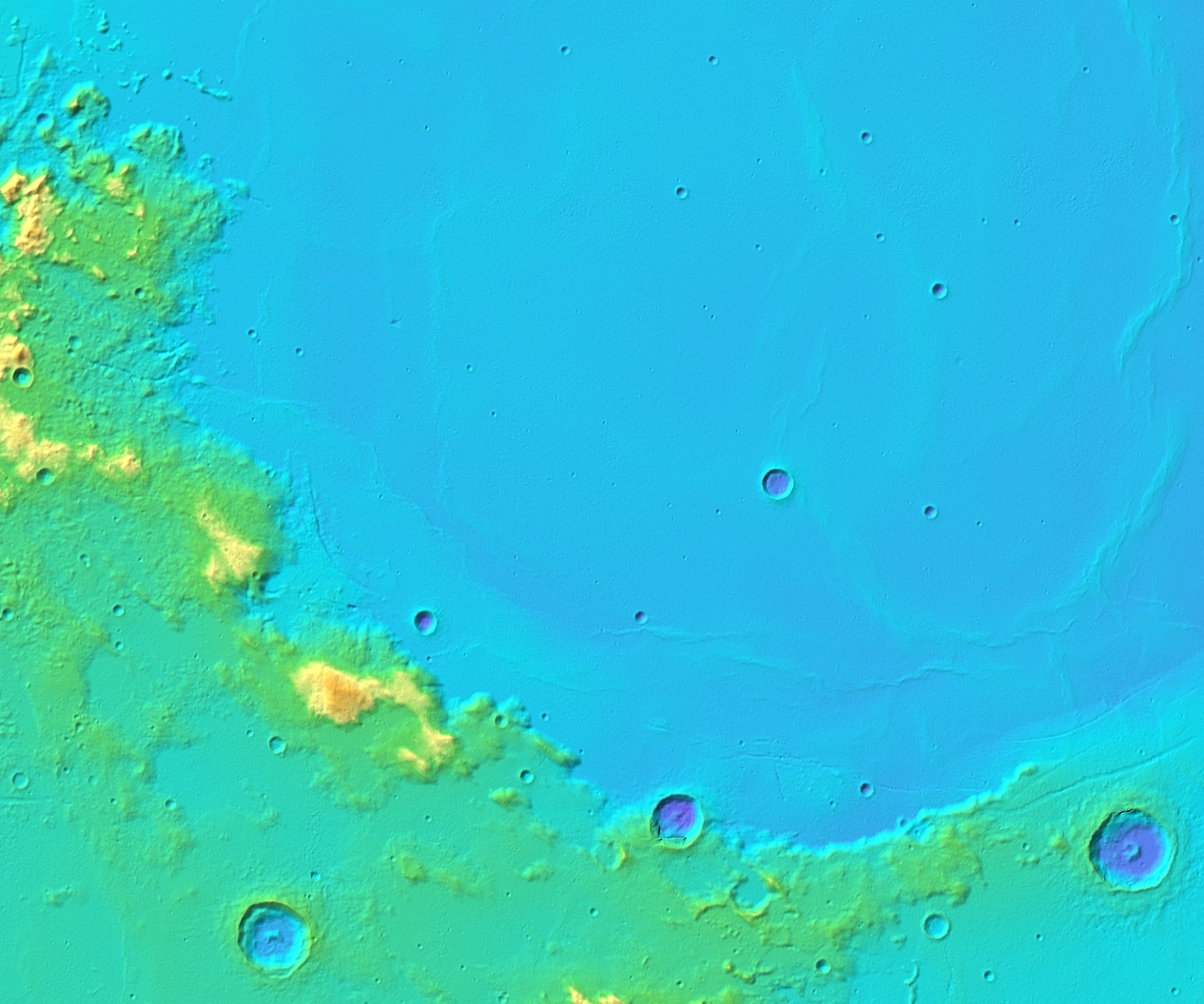
Карта висот (жовте — височини, синє — низовини)

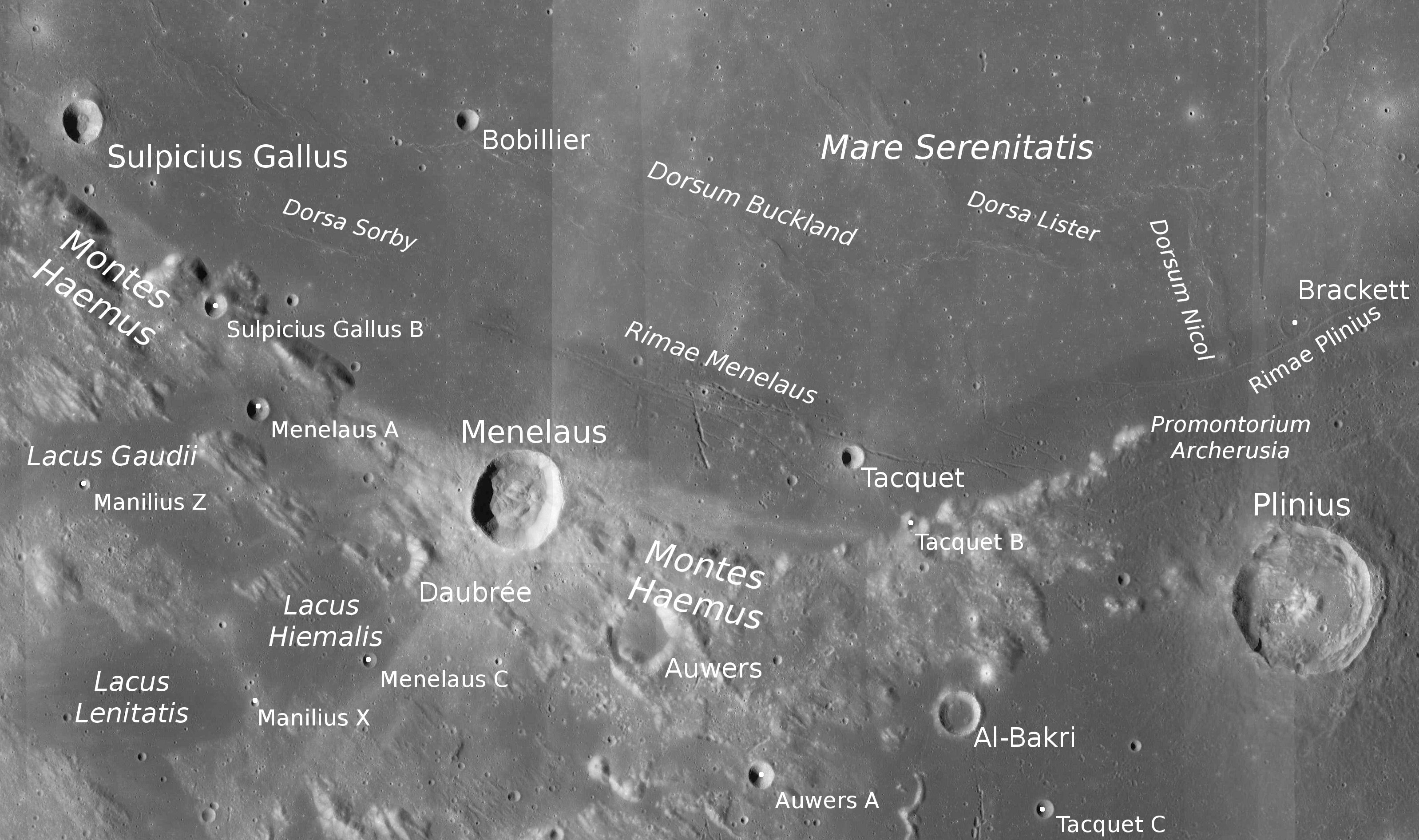
Карта з назвами деталей рельєфу

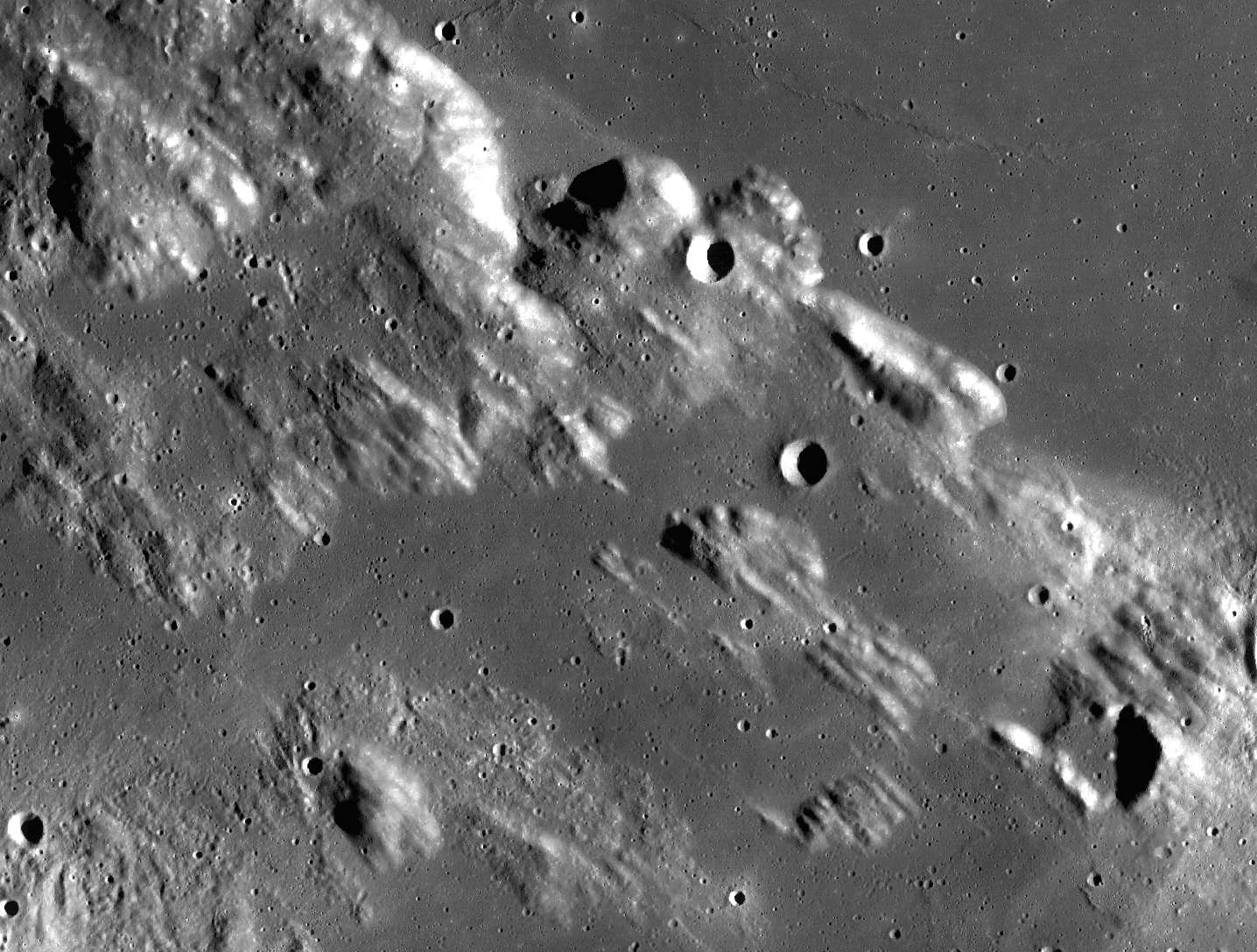
Дрібні хребти в Гемських горах, сформовані при падінні викидів басейну Моря Дощів («імбрійська скульптура»). Ширина ділянки — 170 км; край басейну знаходиться ліворуч угорі на відстані 300 км. Біля центру — Озеро Радості; кратер праворуч унизу — Добре.

Гемські гори (лат. Montes Haemus) — гірський хребет на Місяці. Тягнеться вздовж південно-західної межі Моря Ясності. Північно-західним кінцем з'єднується з Апеннінами, а південно-східний переходить у мис Архерузія (лат. Promontorium Archerusia) на межі морів Ясності та Спокою. Довжина хребта — близько 400 км, висота — до 5,0 км над прилеглими ділянками Моря Ясності. Координати північно-західного кінця — біля 23°06′ пн. ш. 4°00′ сх. д. / 23.1° пн. ш. 4.0° сх. д., а південно-східного — 15°30′ пн. ш. 21°00′ сх. д. / 15.5° пн. ш. 21.0° сх. д.

## Назва
Цей хребет носить давньогрецьку назву Балканських гір, пов'язану з ім'ям міфічного Гема. На карті Місяця вона з'явилася завдяки Яну Гевелію, який давав місячним горам імена земних. Але у Гевелія ця назва (у вигляді Mons Æmus) стосувалася іншого об'єкта — залишків валу кратера Александр, розташованого на іншому боці Моря Ясності. У XIX столітті Йоганн Генріх фон Медлер переніс ім'я Гемських гір на об'єкт цієї статті (у Гевелія безіменний). Ця назва (у вигляді Haemus) узвичаїлася й потрапила на основні місячні карти XIX століття. 1935 року вона ввійшла в перший міжнародний каталог місячних назв Міжнародного астрономічного союзу, а 1964 року набула нинішнього вигляду Montes Haemus. Цю ж назву зі зворотним порядком слів — Haemus Montes — носить одна з гірських систем Іо. Жодна з вершин Гемських гір власної назви не отримала.

## Суміжні об'єкти
З південно-західного боку Гемських гір лежить кілька невеликих ділянок, укритих базальтовою лавою, — озера Ненависті, Смутку, Радості й Зими. На південь від східного краю хребта лежить Затока Слави Моря Спокою.
Найбільші кратери, розташовані в Гемських горах, — 27-кілометровий Менелай та 20-кілометровий Ауверс. Недалеко від хребта лежать кратери Бовен, Сульпіцій Галл, Добре, Таке, Аль-Бакрі та Пліній.
У Морі Ясності неподалік Гемських гір знаходяться гряди Геста, Бакленда та Сорбі, а далі на схід — гряда Ніколя, якою починається Зміїний Хребет. Є поблизу гір і системи борозен — борозни Сульпіція Галла та борозни Менелая, а біля східного кінця — борозни Плінія.

## Опис
Найбільшої висоти Гемські гори сягають на 18°31′ пн. ш. 10°05′ сх. д. / 18.51° пн. ш. 10.08° сх. д.: 2,5 км над середнім рівнем поверхні Місяця та 5,0 км над прилеглими ділянками Моря Ясності.
В Гемських горах багато невеликих хребтів та западин, що тягнуться паралельно самій гірській системі — з північного заходу, від басейну недалекого Моря Дощів. Вони утворилися при падінні порід, викинутих при ударі, що створив цей басейн. На морських ділянках їх нема, оскільки лавовий покрив морів з'явився пізніше. Викиди згаданого басейну зруйнували Гемські гори досить сильно, і ці форми рельєфу там виражені дуже яскраво.